# 穆罕默德·本·薩尼
穆罕默德·本·薩尼（محمد بن ثاني，Mohammed bin Thani，1788年—1878年12月18日）是卡達第一位埃米爾，薩尼家族的成員，統治卡達直到1878年。在1868年他與英國陸軍中將劉易斯·佩利簽訂條約，後者認可了卡達的獨立地位。穆罕默德·本·薩尼1878年於多哈去世，他的兒子賈希姆·本·穆罕默德·阿勒薩尼成為下一任卡達埃米爾。